# Alicia Sanz
Alicia Sanz (* 10. April 1988 in Ceuta) ist eine spanische Schauspielerin.

## Leben
Alicia Sanz begann bereits in ihrer Kindheit in Ceuta Schauspielunterricht zu nehmen. Ihre erste Rolle hatte sie im Alter von 8 Jahren. Nach ihrem Schulabschluss zog sie 2007 nach Sevilla, wo Sanz ein Wirtschaftsstudium begann, und im folgenden Jahr nach Madrid, um Schauspiel zu studieren. Nebenbei nahm sie Tanz- und Gesangsunterricht. 2009 begann Sanz erste Erfahrungen als Schauspielerin zu machen. Nachdem sie zunächst vor allem in Fernsehserien auf dem spanischsprachigen Markt tätig gewesen war, spielte sie ab 2015 auch in US-amerikanischen Produktionen. 
2015 spielte sie in der US-amerikanischen Serie From Dusk till Dawn: The Series die Rolle der Paloma Gutierrez, einer jungen Frau, die von den Protagonisten der Serie entführt und als Sexsklavin verkauft wird, um über sie an die Antagonisten zu gelangen. 2019 spielte sie in dem Gangster-Liebesfilm Killing Sarai die namensgebende Titel der Sexsklavin Sarai, die mittels eines Auftragsmörders ihrem Schicksal entflieht. 
Alicia Sanz spricht Englisch und Französisch und hat Kenntnisse in Arabisch.

## Filmografie
- 2009: El sobrino (Kurzfilm)
- 2010: Señales (Kurzfilm)
- 2010: La pecera de Eva
- 2010–2011: Gavilanes (Fernsehserie)
- 2012–2013: Bandolera (Fernsehserie)
- 2012: Con el culo al aire (Fernsehserie)
- 2013: Afterparty
- 2013–2014: Amar es para siempre (Fernsehserie)
- 2015: Cuéntame cómo pasó (Fernsehserie)
- 2015: Comedy Bang! Bang! (Fernsehserie)
- 2015: From Dusk Till Dawn: The Series (Fernsehserie)
- 2016: Baby Daddy (Fernsehserie)
- 2016: Better Criminal
- 2016: Castle (Fernsehserie)
- 2017: Cristina (Kurzfilm)
- 2007: Shots Fired (Fernsehserie)
- 2017: #Realityhigh
- 2018: Billionaire Boys Club
- 2018: Perfect
- 2019: Killing Sarai (En Brazos de un Asesino)
- 2020–2021: El Cid (Fernsehserie)
- 2021: The Devil Below
- 2022: Now and Then (Fernsehserie)
- 2022: 20 Years (Miniserie)
- 2023: Simulant
- 2023: Hopeless Romantic (Kurzfilm)
- 2024: Push